# Salyany Olympisch Stadion
Het Salyany Olympisch Stadion is een multifunctioneel stadion in Salyan, een stad in Azerbeidzjan. 
Het stadion wordt vooral gebruikt voor voetbalwedstrijden, de voetbalclub FK Mughan maakt gebruik van dit stadion. In het stadion is plaats voor 3000 toeschouwers. 